# Ирбинка
Ирбинка — упразднённый посёлок в Солтонском районе Алтайского края. На момент упразднения входил в состав Макарьевского сельсовета. Исключён из учётных данных в 1983 году.

## География
Располагался в предгорьях Алтая, на правом берегу реки Каракол (приток Нени), приблизительно в 10 км, по прямой, к юго-востоку от села Макарьевка.

## История
Основан в 1907 году. В 1928 году деревня Ирбенская состояла из 45 хозяйств. В административном отношении входила в состав Излапского 1-го сельсовета Солтонского района Бийского округа Сибирского края.
Решением Алтайского краевого исполнительного комитета от 27.07.1983 года № 270 посёлок исключён из учётных данных.

## Население
Согласно переписи 1926 года в деревне проживало 246 человек (133 мужчины и 113 женщин), основное население — русские.